# Rolf Langenfass
Rolf Langenfass (* 9. Juni 1944 in Bayrischzell, Deutschland; † 20. April 2012 in Wien) war ein österreichischer Kostüm- und Bühnenbildner deutscher Herkunft.

## Leben

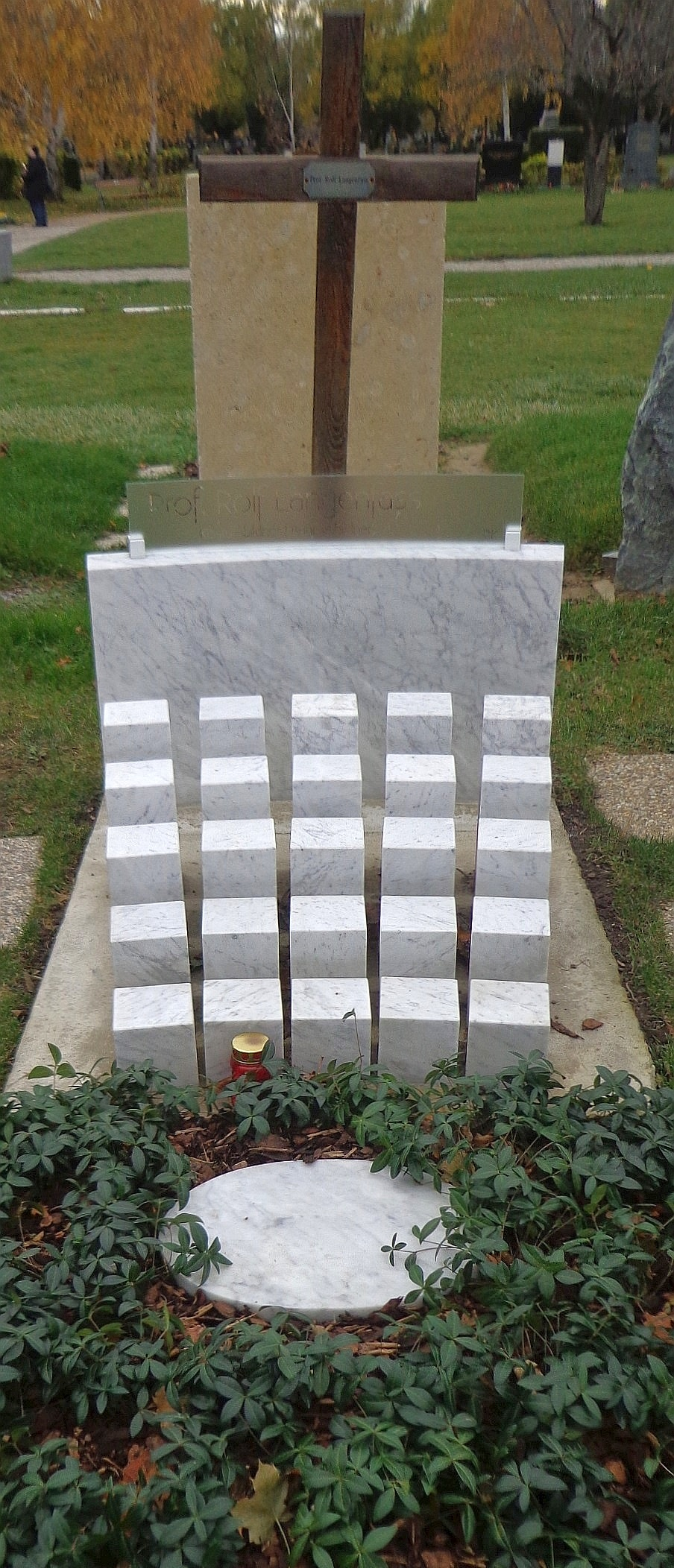
Wiener Zentralfriedhof – ehrenhalber gewidmetes Grab von Rolf Langenfass

Nach erfolgreicher Matura studierte Langenfass in München Theaterwissenschaft. Seine Ausbildung zum Kostüm- und Bühnenbildner erhielt er an der Wimbledon School of Art in London. Seit 1975 lebte er in Wien und arbeitete vielfach in Österreich, wie z. B. für die Wiener Staatsoper, die Wiener Volksoper, das Theater an der Wien, das Burgtheater und das Wiener Volkstheater und erhielt auch die österreichische Staatsbürgerschaft. Weiters wirkte er bei den Salzburger und den Bregenzer Festspielen und den Münchner Opernfestspielen mit und war eng mit den Seefestspielen Mörbisch sowie der Grazer Oper verbunden. Einladungen erhielt er auch an die Opernhäuser in Düsseldorf, Hamburg, Köln, München, Berlin, Göteborg, Oslo, Basel, Zürich sowie in New York an die Metropolitan Opera und City Opera.
Das im April 2004 eröffnete Sisi-Museum in der Wiener Hofburg gestaltete er maßgeblich mit, ebenso die Renovierung im Juni 2009. Von 1993 bis 2011 war Langenfass Ausstatter der Seefestspiele Mörbisch, er zog 2012 im Streit seinen Namen von der Zigeunerbaron-Produktion zurück.  Von 1997 bis zu seinem Tod fungierte er als Ausstattungsleiter des Theaters in der Josefstadt.
Am 11. Februar 2011 ging Langenfass mit Michael Eibl im Schloss Mirabell eine eingetragene Partnerschaft ein. Die Zeremonie leitete der Salzburger Bürgermeister Heinz Schaden, Trauzeugen waren Otto Schenk und Helmuth Lohner.
2012 starb Rolf Langenfass nach langer Krankheit in Wien.

## Auszeichnungen
- 1979: Kainz-Medaille
- 2002: Professoren-Titel
- 2004: Großes Ehrenzeichen des Landes Burgenland
- 2005: Ehrenmedaille der Bundeshauptstadt Wien in Silber[6]
- 2007 und 2008: Nominierung für den Nestroy-Theaterpreis für die Beste Ausstattung